# University of New Mexico Women's Volleyball
La University of New Mexico Women's Volleyball è la squadra di pallavolo femminile appartenente alla University of New Mexico, con sede ad Albuquerque (Nuovo Messico): milita nella Mountain West Conference della NCAA Division I.

## Storia
La squadra di pallavolo femminile della University of New Mexico viene fondata nel 1975. Dopo aver militato nella AIAW Division I, approda in NCAA Division I, dove si affilia alla High Country Athletic Conference, di cui si aggiudica un titolo. In seguito si trasferisce nella Western Athletic Conference, vincendo un altro titolo di conference.

## Record
| Piazzamento          |   | Edizione                                 |
| -------------------- | - | ---------------------------------------- |
| Tornei NCAA          | 4 | Sweet Sixteen: 3 1981, 1990, 1991        |
| Tornei NCAA          | 4 | Secondo turno: 2 1993, 1994              |
| Tornei NCAA          | 4 | Primo turno: 4 1988, 1992, 2009, 2010    |
| Titoli di conference | 2 | High Country Athletic Conference: 1 1988 |
| Titoli di conference | 2 | Western Athletic Conference: 1 1991      |

## Conference
- High Country Athletic Conference: 1982-1989
- Western Athletic Conference: 1990-1998
- Mountain West Conference: 1999-

## All-America

### First Team
- Pauline Manser (1991, 1990)

### Second Team
- Karen Saavedra (1988)
- Maria Gurreri (1990)
- Sharon Browning (1992)

### Third Team
- Jeanne Fairchild (2008)
- Chantale Riddle (2013)

## Allenatori
- ?: 1975-1979
- Michael Hebert: 1980-1982
- ?: 1983-2007
- Jeff Nelson: 2007-2018
- Jon Newman-Gonchar: 2019-